# 멜로다큐 가족
멜로다큐 가족은 OBS경인TV의 다큐멘터리 프로그램이며, 내용은 혈연관계보다 가족이라는 울타리로 묶인 우리의 이웃들이 그 안에서 무엇과도 바꿀 수 없는 행복을 느끼고, 때로는 상처와 극복을 통해 더 깊은 사랑을 만들어가는 과정을 그려냄으로써, 진정한 가족의 의미와 소중함을 재발견하는 창이 되고자 하는 프로그램이다. 2009년 1월 28일부터 방송을 시작하여, 2016년 11월 1일 끝으로 종영했다.
또한 시청가는 12세 이상 시청가이며, 현재 엣지TV, 육아방송, 월드이벤트TV, 비즈니스 앤에서만 편성중이다.

## 방영 목록
| 회차    | 방송 일자  | 제목 (타이틀)              |
| ------- | ---------- | -------------------------- |
|         | 2009/10/13 | 스님아빠와 개구쟁이 삼형제 |
| 제46회  | 2010/11/02 | 댄서의 순정                |
| 제156회 | 2012/01/24 | 설날특집 '어머니의 방앗간' |
| 제291회 | 2014/09/09 | 꼬순내 가득, 능파리 방앗간 |